# Cryptomonas gyropyrenoidosa
Cryptomonas gyropyrenoidosa – gatunek słodkowodnych kryptomonad.

## Budowa
W momencie opisania znane były tylko komórki kampylomorficzne (nieznane kryptomorficzne). Są one spłaszczone grzbieto-brzusznie, zaokrąglone na obu końcach. W widoku od strony brzusznej owalne. O długości 19–27 μm, szerokości 12–17 μm i grubości 10–14 μm. Chloroplast skręcony w prawą stronę (w widoku od czubka komórki) z czterema pirenoidami (przednie po prawej i lewej stronie komórki, tylne po grzbietowej i brzusznej stronie komórki). Gardziel dość szeroka i zakrzywiona. Jak większość kryptomonad wyposażone w dwie wici, ciałka Maupas, wodniczkę tętniącą i ejektosomy (trichocysty).

## Opis taksonomiczny
Gatunek opisali w 2003 r. Kerstin Hoef-Emden i Michael Melkonian na podstawie analiz niezidentyfikowanych wcześniej szczepów hodowanych w kolekcji glonów Instytutu Botaniki Uniwersytetu Kolońskiego. Holotypem wyznaczono preparat o kodzie CRYP.H.002 wykonany z osobników szczepu M1079, który pochodził od osobników pobranych w 1993 r. ze zbiornika Dörpetalsperre koło Remscheid. Zbiornik ten jest w związku z tym uznany za miejsce typowe. Nazwa gatunkowa nawiązuje do skręconych (greckie γύρος) pirenoidów. 

## Ekologia
Glon słodkowodny. Potwierdzone jest występowanie w nielicznych miejscach w Europie. Zidentyfikowany także w kilku hodowlach. 
W jednej z hodowli zidentyfikowano występowanie jako stałych endosymbiontów dwóch gatunków bakterii: Megaira polyxenophila i Grellia numerosa. Ponadto ten pierwszy gatunek bakterii jest na stałe infekowany przez faga MAnkyphage, jednak nie jest to infekcja dla niej szkodliwa. W związku z tym w komórce Cryptomonas gyropyrenoidosa organizmy te wnoszą trzy genomy pozostając w interakcji z genomami glonu. Tych jest cztery – w jądrze, mitochondriach, chloroplaście i nukleomorfie. Zatem łączna liczba odrębnych, ale powiązanych ze sobą genomów w tej komórce wynosi siedem, co w chwili odkrycia było rekordową liczbą.